# Suchá Loz
Suchá Loz (in tedesco Suchalosa) è un comune della Repubblica Ceca facente parte del distretto di Uherské Hradiště, nella regione di Zlín.